# The Fast and the Furious
The Fast and the Furious is een Amerikaanse franchise van een reeks actiefilms over illegale straatraces en criminele activiteiten. De films werden gedistribueerd door Universal Pictures waarvan de eerste film The Fast and the Furious werd uitgebracht in 2001.
De film werd gevolgd door negen sequels, een spin-off, twee korte films en een animatieserie. De hoofdrollen werden vertolkt door Vin Diesel, Paul Walker, Michelle Rodriguez, Jordana Brewster, Tyrese Gibson, Ludacris, Sung Kang, Gal Gadot, Dwayne Johnson en Jason Statham. Ook verschenen twee computerspellen gebaseerd op de films. In het themapark Universal Studios Hollywood verwijzen verschillende attracties en bezienswaardigheden naar de franchise. In mei 2015 is de franchise uitgegroeid tot grootste filmreeks aller tijden van Universal. De reeks van tien bioscoopfilms bracht ruim zes miljard Amerikaanse dollar op en staat op de achtste plaats in de lijst van succesvolste filmreeksen.

## Geschiedenis
De franchise begon in 2001 met de bescheiden eerste film The Fast and the Furious. Die was bedoeld als een soort Point Break, waarbij een FBI-agent infiltreert bij een bende sensatieverslaafden die zich uitleven met auto's.
Regisseur Rob Cohen kreeg de ingeving voor het onderwerp na het lezen van een artikel over straatraces in New York. Oorspronkelijk zou de eerste film Redline heten, maar dit werd veranderd in The Fast and the Furious. De titel is gebaseerd op de gelijknamige film uit 1955 over autoraces, maar verder zijn er geen overeenkomsten. Doordat de film een bescheiden succes was, verscheen in 2003 het vervolg: 2 Fast 2 Furious. Dat bracht meer op, maar ontving ook negatieve kritieken.
De derde film, The Fast and the Furious: Tokyo Drift was de minst succesvolle uit de reeks, met een opbrengst onder de 200 miljoen dollar, daarom kwam de filmreeks bijna tot een vroegtijdig einde. De reeks werd gered doordat Justin Lin, de filmregisseur van de derde film, graag een vierde film wilde maken. Dat werd Fast & Furious, waarin Lin de personages uit de eerste film terugbracht, wat een goede zet bleek. Met een opbrengst van 363 miljoen boekte deze film veel succes, waardoor het budget voor de vijfde film werd verhoogd tot boven de 100 miljoen. De vijfde film, Fast Five, introduceerde de nieuwe publiekslieveling, FBI-agent Hobbs, gespeeld door Dwayne Johnson. Ook kwam er een verschuiving in het thema. In de eerste vier delen ging het vooral nog over auto's en autoraces, maar vanaf de vijfde film lag de nadruk voornamelijk op actiescènes met vuurgevechten, knokpartijen en roofovervallen. Deze verandering pakte goed uit: de film bracht 626 miljoen op. De zesde film, Fast & Furious 6, met Luke Evans was eveneens een groot succes met een opbrengst van 788 miljoen. De zevende film, Furious 7, met Jason Statham passeerde als eerste uit de reeks de magische grens van $1 miljard dollar.

## Films

### The Fast and the Furious (2001)
The Fast and the Furious werd geregisseerd door Rob Cohen. De film ging op 22 juni 2001 in première en werd genomineerd voor 21 prijzen en won er negen, waaronder een MTV Movie Award.
Verhaal: Een groep straatracers, onder leiding van Dominic Toretto (Vin Diesel) wordt verdacht van het stelen van waardevolle ladingen uit vrachtwagens. Undercoveragent Brian O'Conner (Paul Walker) moet uitzoeken wie hiervoor verantwoordelijk is. O'Conner raakt bevriend met Toretto en wordt verliefd op diens jongere zus Mia (Jordana Brewster). O'Conner wordt hiermee voor een moeilijke keuze gesteld, zijn vriend verraden of geen carrière maken!
De film had een budget van $ 38 miljoen en een opbrengst van $ 207 miljoen.

### 2 Fast 2 Furious (2003)
2 Fast 2 Furious onder regie van John Singleton, ging op 3 juni 2003 in première. De film werd genomineerd voor zestien prijzen en won er drie, waaronder een Teen Choice Award.
Verhaal: O'Conner wordt dringend opgeroepen om de zakenman Carter Verone (Cole Hauser) op heterdaad te betrappen met zijn duistere witwaspraktijken. Hij gaat undercover op onderzoek uit met zijn jeugdvriend Roman Pearce (Tyrese Gibson). Als ze zich aan de afspraak houden, kunnen ze weer met een schone lei een nieuw leven beginnen.
De film had een budget van $ 76 miljoen en een opbrengst van $ 236 miljoen.

### The Fast and the Furious: Tokyo Drift (2006)
The Fast and the Furious: Tokyo Drift onder regie van Justin Lin, ging op 4 juni 2006 in première. De rolprent werd genomineerd voor vier prijzen. De hoofdrolspelers uit vorige films komen in deze film niet voor, al heeft Vin Diesel op het eind van de film wel een rolletje.
Verhaal: Door straatracen komt Sean Boswell (Lucas Black) in aanraking met de politie. Om zijn straf te ontlopen gaat hij naar zijn vader in Tokio. Daar komt hij in aanraking met de illegale race-scene. Hiermee gaat hij het opnemen tegen D.K. (Brian Tee). Die confrontatie verliest hij en hij wordt koerier bij Han Seoel-Oh (Sung Kang). Die leert hem het driften, zodat hij het nogmaals op kan nemen tegen D.K.
De film had een budget van $ 85 miljoen en een opbrengst van $158 miljoen. en speelde zich eigenlijk af tussen Fast and Furious 6 en Furious 7.

### Fast & Furious (2009)
Fast & Furious of Fast & Furious 4 onder regie van Justin Lin, ging op 12 maart 2009 in première. De film werd genomineerd voor zes prijzen en won er vier.
Verhaal: De voortvluchtige Dominic Toretto krijgt opnieuw te maken met agent Brian O'Conner. Ze gaan terug naar de straten waar het racen allemaal is begonnen. Ze worden gedwongen om samen te werken als ze te maken krijgen met een gezamenlijke vijand dat uiteindelijk leidt tot een wilde achtervolging.
De film had een budget van $ 85 miljoen en een opbrengst van $ 363 miljoen.

### Fast Five (2011)
Fast Five of Fast & Furious 5 onder regie van Justin Lin, ging op 15 april 2011 in première. Het werd genomineerd voor 27 prijzen, waarvan het er 8 won waaronder een Teen Choice Award.
Verhaal: Als Dominic Toretto wordt bevrijd uit de gevangenis door Brian O'Conner en zijn zus Mia, zijn ze op de vlucht voor de politie. Ze belanden in Rio de Janeiro. Om hun vrijheid terug te winnen moeten ze nog een klus uitvoeren. Het team wordt echter op de hielen gezeten door FBI-agent Luke Hobbs (Dwayne Johnson) die nooit opgeeft.
De film had een budget van $ 125 miljoen en een opbrengst van $ 626 miljoen.

### Fast and Furious 6 (2013)
Fast & Furious 6 onder regie van Justin Lin, ging op 7 mei 2013 in première. Het werd genomineerd voor 29 prijzen, waarvan het er 8 won waaronder een MTV Movie Award en een Teen Choice Award.
Verhaal: Dominic Toretto, Brian O'Conner en de rest van het team leidt een rustig bestaan verspreid over de hele wereld. Agent Luke Hobbs is bezig met internationale criminele organisatie op te sporen die wordt geleid door Owen Shaw (Luke Evans). Als Hobbs ontdekt dat Dominic's doodgewaande voormalige vriendin Letty Ortiz (Michelle Rodriguez)  opduikt als handlanger van Shaw, roept hij de hulp in van Dominic en zijn team om af te kunnen rekenen met de criminele activiteiten van Shaw.
De film had een budget van $ 160 miljoen en een opbrengst van $ 788 miljoen.

### Furious 7 (2015)
Furious 7 of Fast & Furious 7 geregisseerd door James Wan, ging op 16 maart 2015 in première. De film werd genomineerd voor 41 prijzen en won er 17, waaronder twee Teen Choice Awards.
Tussen de filmopnamen in overleed Paul Walker op 30 november 2013 door een auto-ongeluk. Zijn rol werd overgenomen door zijn stand-ins, de broers Caleb en Cody Walker.
Verhaal: Dominic Toretto en zijn team keren terug naar de Verenigde Staten waar ze een normaal leven weer willen leiden. Echter krijgt Toretto het aan de stok met Deckard Shaw (Jason Statham) die op wraak uit is, nadat Toretto zijn broer Owen zwaar heeft toegetakeld. Na de dood van zijn teamlid Han is ook Toretto op wraak uit. Intussen zoekt het team naar Deckard Shaw.
De film had een budget van $ 190 miljoen en een opbrengst van $ 1,516 miljard.

### The Fate of the Furious (2017)
The Fate of the Furious of Fast & Furious 8, onder regie van F. Gary Gray, ging op 4 april 2017 in première.
Verhaal: Nu Dom en Letty op huwelijksreis zijn en Brian en Mia in alle rust zijn teruggetrokken uit het team, is de rest van de groep bezig om weer een normaal leven op te bouwen. Wanneer een mysterieuze vrouw Dom benadert om hem weer in de wereld van de misdaad te brengen, lijkt hij geen keuze te hebben. Hiermee verbreekt hij een belofte waarmee de hechte vriendschap van zijn team zwaar op de proef wordt gesteld.
De film had een budget van $ 250 miljoen en een opbrengst van $ 1,238 miljard.

### F9 (2021)
F9 of Fast & Furious 9 werd wederom geregisseerd door Justin Lin, ging in première op 19 mei 2021.
Verhaal: Wanneer Dom en Letty een rustiger leven willen leiden met hun zoon Brian, wordt Dom ingehaald door zijn verleden in de vorm van zijn broer Jakob. Samen met zijn team moet hij het nu opnemen tegen de meesterdief, huurmoordenaar en krachtige coureur.
De film had een budget van $ 200 miljoen en een openingsweekend opbrengst wereldwijd van $ 726 miljoen (de première vond plaats in een paar landen vanwege de coronapandemie).

### Fast X (2023)
Fast X of Fast & Furious 10 geregisseerd door Louis Leterrier, ging op 12 mei 2023 in première.
Verhaal: Na de gebeurtenissen in F9 zal Dante, een mysterieus personage, die de zoon blijkt te zijn van Hernan Reyes en die samen met zijn vader aanwezig was tijdens de overval op Rio in Fast Five, wraak nemen. een groot en machtig leger tegen Dominic Toretto en zijn team die zullen worden bijgestaan door Tess, "Mr Nobody's dochter" en Cipher. Maar deze keer krijgt Dom te maken met een tegenstander die verbonden is met zijn verleden in Rio, tegen wie hij de grootste moeilijkheden zal ondervinden en die zal aanvallen wat hem dierbaar is: zijn familie.
De film had een budget van $ 340 miljoen.

## Spin-off film

### Fast & Furious Presents: Hobbs & Shaw (2019)
Fast & Furious Presents: Hobbs & Shaw werd geregisseerd door David Leitch en geschreven door Chris Morgan en Drew Pearce. De film ging op 13 juli 2019 in première. Het is een spin-off van The Fast and the Furious-franchise, met in de hoofdrol Dwayne Johnson en Jason Statham als Luke Hobbs en Deckard Shaw.
Verhaal: De film volgt Hobbs en Shaw die de wereld moeten redden tegen een cyber-genetisch gemanipuleerde schurk, Brixton.
Universal Pictures gaf de film een budget van $ 200 miljoen dollar en een opbrengst van $ 759 miljoen.

## Korte films

### The Turbo Charged Prelude for 2 Fast 2 Furious (2003)
The Turbo-Charged Prelude for 2 Fast 2 Furious is een korte film onder regie van Philip Atwell met onder meer Paul Walker en Vin Diesel. Het verhaal speelt zich af tussen de eerste en tweede film en verscheen op 3 juni 2003 op de nieuwe druk van de DVD van de eerste film.

### Los Bandoleros (2009)
Los Bandoleros is een korte film onder regie van Vin Diesel met onder meer Vin Diesel, Michelle Rodriguez en Sung Kang. Qua verhaal gaat de film vooraf aan de vierde film. Hij verscheen op 28 juli 2009 op video als bonus op the blu-ray en op de speciale dvd-editie van de vierde film. Op 22 juli 2010 was de film ook te zien op het Los Angeles Short Film Festival.

## Animatieserie

### Fast & Furious Spy Racers (2019)
Fast & Furious Spy Racers (Nederlands: Fast & Furious Spionnenracers) is een Amerikaanse animatieserie uit 2019 van Netflix. De tienerchauffeur Tony Toretto (Tyler Posey), het neefje van Dominic, wordt met zijn vrienden ingezet om in het criminele straatracecircuit te infiltreren als undercoverspionnen.

## Rolverdeling

### Terugkerende personages
- In deze lijst zijn enkel personages opgenomen die in meerdere filmreeksen binnen The Fast and the Furious terugkeren.

| Personages            | Films                           | Films                   | Films                                        | Films                 | Films            | Films                   | Films              | Films                          | Films              | Films              | Spin-off film                       |  |
| Personages            | The Fast and the Furious (2001) | 2 Fast 2 Furious (2003) | The Fast and the Furious: Tokyo Drift (2006) | Fast & Furious (2009) | Fast Five (2011) | Fast & Furious 6 (2013) | Furious 7 (2015)   | The Fate of the Furious (2017) | F9 (2021)          | Fast X (2023)      | Fast & Furious: Hobbs & Shaw (2019) |  |
| --------------------- | ------------------------------- | ----------------------- | -------------------------------------------- | --------------------- | ---------------- | ----------------------- | ------------------ | ------------------------------ | ------------------ | ------------------ | ----------------------------------- |  |
| Dominic "Dom" Toretto | Vin Diesel                      |                         | Vin Diesel                                   | Vin Diesel            | Vin Diesel       | Vin Diesel              | Vin Diesel         | Vin Diesel                     | Vin Diesel         | Vin Diesel         |                                     |  |
| Brian O'Conner        | Paul Walker                     | Paul Walker             |                                              | Paul Walker           | Paul Walker      | Paul Walker             | Paul Walker        |                                |                    |                    |                                     |  |
| Leticia "Letty" Ortiz | Michelle Rodriguez              |                         |                                              | Michelle Rodriguez    |                  | Michelle Rodriguez      | Michelle Rodriguez | Michelle Rodriguez             | Michelle Rodriguez | Michelle Rodriguez |                                     |  |
| Mia Toretto           | Jordana Brewster                |                         |                                              | Jordana Brewster      | Jordana Brewster | Jordana Brewster        | Jordana Brewster   |                                | Jordana Brewster   | Jordana Brewster   |                                     |  |
| Roman "Rome" Pearce   |                                 | Tyrese Gibson           |                                              |                       | Tyrese Gibson    | Tyrese Gibson           | Tyrese Gibson      | Tyrese Gibson                  | Tyrese Gibson      | Tyrese Gibson      |                                     |  |
| Tej Parker            |                                 | Ludacris                |                                              |                       | Ludacris         | Ludacris                | Ludacris           | Ludacris                       | Ludacris           | Ludacris           |                                     |  |
| Han Seoul-Oh          |                                 |                         | Sung Kang                                    | Sung Kang             | Sung Kang        | Sung Kang               |                    |                                | Sung Kang          | Sung Kang          |                                     |  |
| Sean Boswell          |                                 |                         | Lucas Black                                  |                       |                  |                         | Lucas Black        |                                | Lucas Black        |                    |                                     |  |
| Twinkie               |                                 |                         | Bow Wow                                      |                       |                  |                         |                    |                                | Bow Wow            |                    |                                     |  |
| Earl Hu               |                                 |                         | Jason Tobin                                  |                       |                  |                         |                    |                                | Jason Tobin        |                    |                                     |  |
| Gisele Yashar         |                                 |                         |                                              | Gal Gadot             | Gal Gadot        | Gal Gadot               |                    |                                | Gal Gadot          | Gal Gadot          |                                     |  |
| Rico Santos           |                                 |                         |                                              | Don Omar              | Don Omar         |                         |                    | Don Omar                       | Don Omar           |                    |                                     |  |
| Tego Leo              |                                 |                         |                                              | Tego Calderón         | Tego Calderón    |                         |                    | Tego Calderón                  |                    |                    |                                     |  |
| Michael Stasiak       |                                 |                         |                                              | Shea Whigham          |                  | Shea Whigham            |                    |                                | Shea Whigham       |                    |                                     |  |
| Luke Hobbs            |                                 |                         |                                              |                       | Dwayne Johnson   | Dwayne Johnson          | Dwayne Johnson     | Dwayne Johnson                 |                    | Dwayne Johnson     | Dwayne Johnson                      |  |
| Elena Neves           |                                 |                         |                                              |                       | Elsa Pataky      | Elsa Pataky             | Elsa Pataky        | Elsa Pataky                    |                    |                    |                                     |  |
| Deckard Shaw          |                                 |                         |                                              |                       |                  | Jason Statham           | Jason Statham      | Jason Statham                  | Jason Statham      | Jason Statham      | Jason Statham                       |  |
| Owen Shaw             |                                 |                         |                                              |                       |                  | Luke Evans              | Luke Evans         | Luke Evans                     |                    |                    |                                     |  |
| Mr. Nobody            |                                 |                         |                                              |                       |                  |                         | Kurt Russell       | Kurt Russell                   | Kurt Russell       |                    |                                     |  |
| Ramsey                |                                 |                         |                                              |                       |                  |                         | Nathalie Emmanuel  | Nathalie Emmanuel              | Nathalie Emmanuel  | Nathalie Emmanuel  |                                     |  |
| Magdalene Shaw        |                                 |                         |                                              |                       |                  |                         |                    | Helen Mirren                   | Helen Mirren       | Helen Mirren       | Helen Mirren                        |  |
| Cipher                |                                 |                         |                                              |                       |                  |                         |                    | Charlize Theron                | Charlize Theron    | Charlize Theron    |                                     |  |

## Crew
| Crew      | Films                                         | Films                                                  | Films                                        | Films                                                | Films                                                | Films                                                                           | Films                                                            | Films                                        | Films                                                                                             | Films                                                                   | Spin-off film                                          |
| Crew      | The Fast and the Furious (2001)               | 2 Fast 2 Furious (2003)                                | The Fast and the Furious: Tokyo Drift (2006) | Fast & Furious (2009)                                | Fast Five (2011)                                     | Fast & Furious 6 (2013)                                                         | Furious 7 (2015)                                                 | The Fate of the Furious (2017)               | F9 (2021)                                                                                         | Fast X (2023)                                                           | Fast & Furious: Hobbs & Shaw (2019)                    |
| --------- | --------------------------------------------- | ------------------------------------------------------ | -------------------------------------------- | ---------------------------------------------------- | ---------------------------------------------------- | ------------------------------------------------------------------------------- | ---------------------------------------------------------------- | -------------------------------------------- | ------------------------------------------------------------------------------------------------- | ----------------------------------------------------------------------- | ------------------------------------------------------ |
| Regisseur | Rob Cohen                                     | John Singleton                                         | Justin Lin                                   | Justin Lin                                           | Justin Lin                                           | Justin Lin                                                                      | James Wan                                                        | F. Gary Gray                                 | Justin Lin                                                                                        | Louis Leterrier                                                         | David Leitch                                           |
| Producent | Neal H. Moritz                                | Neal H. Moritz                                         | Neal H. Moritz                               | Neal H. Moritz Vin Diesel Michael Fottrell Matt Mraz | Neal H. Moritz Vin Diesel Michael Fottrell Matt Mraz | Neal H. Moritz Vin Diesel Clayton Townsend                                      | Neal H. Moritz Vin Diesel Michael Fottrell                       | Neal H. Moritz Vin Diesel Michael Fottrell   | Vin Diesel Jeff Kirschenbaum Justin Lin Neal H. Moritz Joe Roth Clayton Townsend Samantha Vincent | Neal H. Moritz Vin Diesel Justin Lin Jeff Kirschenbaum Samantha Vincent | Dwayne Johnson Jason Statham Chris Morgan Hiram Garcia |
| Schrijver | Gary Scott Thompson Erik Bergquist David Ayer | Michael Brandt Derek Haas Verhaal: Gary Scott Thompson | Chris Morgan Personages: Gary Scott Thompson | Chris Morgan Personages: Gary Scott Thompson         | Chris Morgan Personages: Gary Scott Thompson         | Chris Morgan Personages: Gary Scott Thompson                                    | Chris Morgan Personages: Gary Scott Thompson                     | Chris Morgan Personages: Gary Scott Thompson | Daniel Casey Personages: Gary Scott Thompson                                                      | Dan Mazeau Justin Lin Verhaal: Dan Mazeau Justin Lin Zach Dean          | Chris Morgan Drew Pearce Verhaal: Chris Morgan         |
| Componist | Brian Transeau (BT)                           | David Arnold                                           | Brian Tyler                                  | Brian Tyler                                          | Brian Tyler                                          | Lucas Vidal                                                                     | Brian Tyler                                                      | Brian Tyler                                  | Brian Tyler                                                                                       | Brian Tyler                                                             | Tyler Bates                                            |
| Cameraman | Ericson Core                                  | Matthew F. Leonetti                                    | Stephen F. Windon                            | Amir Mokri                                           | Stephen F. Windon                                    | Stephen F. Windon                                                               | Stephen F. Windon                                                | Stephen F. Windon Marc Spicer                | Stephen F. Windon                                                                                 | Stephen F. Windon                                                       | Jonathan Sela                                          |
| Editor    | Peter Honess                                  | Bruce Cannon Dallas Puett                              | Kelly Matsumoto Dallas Puett Fred Raskin     | Christian Wagner Fred Raskin                         | Kelly Matsumoto Fred Raskin Christian Wagner         | Christian Wagner Kelly Matsumoto Dylan Highsmith Greg D'auria Leigh Folsom Boyd | Christian Wagner Leigh Folson Boyd Dylan Highsmith Kirk M. Morri | Christian Wagner Paul Rubel                  | Greg D'Auria Dylan Highsmith Kelly Matsumoto                                                      | Dylan Highsmith Kelly Matsumoto Laura Yanovich Corbin Mehl              | Christopher Rouse                                      |

## Chronologische volgorde
De verhaallijn en releasedatum van de films en korte films verschillen soms, met name met de derde lange speelfilm The Fast and the Furious: Tokyo Drift.
1. The Fast and the Furious (première: 22 juni 2001)
2. The Turbo Charged Prelude for 2 Fast 2 Furious (première: 3 juni 2003)
3. 2 Fast 2 Furious (première: 3 juni 2003)
4. Los Bandoleros (première: 28 juli 2009)
5. Fast & Furious (première: 12 maart 2009)
6. Fast Five (première: 15 april 2011)
7. Fast & Furious 6 (première: 7 mei 2013)
8. The Fast and the Furious: Tokyo Drift (première: 4 juni 2006)
9. Furious 7 (première: 16 maart 2015)
10. The Fate of the Furious (première: 4 april 2017)
11. Fast & Furious: Hobbs & Shaw (première: 13 juli 2019)
12. F9 (première: 19 mei 2021)
13. Fast X (première: 12 mei 2023)

## Computerspellen

### The Fast and the Furious (2004)
The Fast and the Furious is een racespel, gebaseerd op de gelijknamige film uit 2001. Het computerspel werd ontwikkeld door Raw Thrills en uitgebracht door Raw Thrills op 28 juli 2004 en Taito in 2006. Het is beschikbaar als Arcadespel.

### The Fast and the Furious (2006)
The Fast and the Furious is een racespel, gebaseerd op de filmreeks, Het computerspel werd ontwikkeld door Eutechnyx en uitgebracht door Bandai Namco Games en Vivendi Games op 26 september 2006 in Noord-Amerika en 9 maart 2007 in Europa. Het is beschikbaar voor PlayStation 2 en PlayStation Portable.

### Fast & Furious: Showdown (2013)
Fast & Furious: Showdown is een racespel, gebaseerd op de evenementen van Fast Five en Fast & Furious 6. Het spel werd ontwikkeld door Firebrand Games en is uitgebracht door Activision op 21 mei 2013. Het is beschikbaar voor Nintendo 3DS, PlayStation 3, Xbox 360, Wii U en Microsoft Windows.

### Forza Horizon 2 presents Fast & Furious (2015)
Forza Horizon 2 Presents Fast & Furious is een game gebaseerd op Forza Horizon 2 gelanceerd op 27 maart 2015 voor Xbox One en Xbox 360. De game was gratis beschikbaar via Xbox Live, tot 10 april 2015.

### Fast & Furious: Crossroads (2020)
Fast & Furious: Crossroads kwam uit op 6 augustus 2020. Het is beschikbaar voor de PlayStation 4, Xbox One en Microsoft Windows.